# Блез де Вижнер
Блез де Вижнер (фр. Blaise de Vigenère; 5. април 1523 — 1596), француски дипломат и криптограф. Вижнерова шифра је по њему добила име, јер је погрешно приписана њему у 19. веку (Ђован Батиста Белазо, итал. Giovan Battista Bellaso, први помиње ову шифру).
Вижнер је рођен у месту Сен Пурсен (фр. Saint-Pourçain). Са 17 година је ступио у дипломатску службу, где је провео 30 година и пензионисао се 1570. Пет година је провео у Вормској скупштини као млађи секретар. Са 24 године је ступио у службу Војводе од Невера (фр. Duc de Nevers). Године 1549. је био у двогодишњој дипломатској мисији у Риму и поново 1566. Оба пута је долазио у контакт са књигама о криптографији и са криптолозима. Кад се са 47 година пензионисао, дао је донацију од 1000 ливра (свој годишњи приход) сиромасима Париза. Био је ожењен са Мари Варе (фр. Marie Varé).
У пензији је написао преко 20 књига, укључујући и:
- Traicté de Cometes (1580) - Трактат о кометама
- Traicté de Chiffres (1585) - Трактат о шифрама

У „Трактату о шифрама“ описао је шифру која је касније по њему добила име и шифру са „аутокључем“ коју је сам открио - то је прва шифра до тада која се не разбија лако. Вижнерова шифра је дуго имала епитет „непробојна“, тек скоро 300 година касније (1850) је гроф Чарлс Бебиџ успео да је разбије.
Вижнер је умро од рака грла 1596.